# Gagea taurica
Gagea taurica är en liljeväxtart som beskrevs av Christian von Steven. Gagea taurica ingår i Vårlökssläktet och i familjen liljeväxter. Inga underarter finns listade.